# Meloe

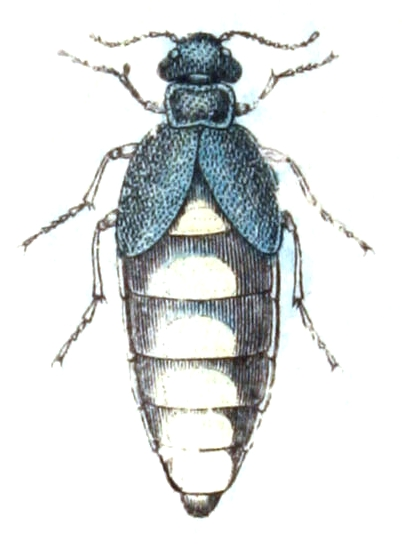
M. variegatus

Meloe es un género de coleópteros polífagos de la familia Meloidae conocidos vulgarmente, con otras especies de los géneros próximos Berberomeloe y Physomeloe, como carralejas, aceiteras, cubillos o cubillas. Hay más de 150 en total, en 16 subgéneros. Cuenta actualmente con 16 especies en la fauna ibérica.

## Características
El género es fácilmente reconocible ya que los élitros están muy reducidos y dejan al descubierto gran parte de su voluminoso abdomen. Carece de alas. Las carralejas son, junto con las similares aceiteras (Berberomeloe majalis) uno de los componentes más representativos de la primavera en la España mediterránea. Bien conocidos por la gente del campo, son unos de los coleópteros con más nombres locales y regionales en la península: carraleja, abad, aceitera, aceitunero, taberna, cura, curica, fraile, matahombres, matasietes.
Muchos de estos nombres derivan de su aspecto llamativo y peculiar, mientras otros provienen de sus respuestas defensivas o del riesgo que entrañan las toxinas que contienen sus fluidos corporales, concretamente la cantaridina, un poderoso vesicante usado antiguamente como afrodisíaco.

## Ciclo biológico
Como muchos de los coleópteros Meloidae tiene un ciclo biológico muy complejo. Se alimentan durante la fase larvaria de huevos y larvas de abejas. Para acceder a los nidos de sus huéspedes, tienen una larva extremamente especializada, un triungulino (o planidio), que se prende de su huésped y se deja llevar a su nido (fase forética).

## Especies en la península ibérica
- Meloe proscarabaeus Linnaeus, 1758 - carraleja azul.
- Meloe violaceus Marsham, 1802 - carraleja lisa.
- Meloe tuccius Rossi, 1792 - carraleja negra.
- Meloe baudueri Grenier, 1863
- Meloe brevicollis Panzer, 1793 - carraleja menor.
- Meloe ganglbaueri Apfelbeck, 1907
- Meloe ibericus Reitter, 1895
- Meloe mediterraneus G. Müller, 1925 - carraleja de matorral.
- Meloe murinus Brandt & Erichson, 1832
- Meloe nanus Lucas, 1849
- Meloe rugosus Marsham, 1802 - citas numerosas pero atribuibles a otras especies, presencia no confirmada.[5]
- Meloe cavensis Petagna, 1819 - carraleja cuarteada.
- Meloe variegatus Donovan, 1793 - carraleja verde; vulnerable.[7]
- Meloe cicatricosus Leach, 1815 - carraleja septentrional.
- Meloe foveolatus Guérin de Méneville, 1842 - en peligro.[7]
- Meloe autumnalis Olivier, 1792  - carraleja otoñal.

### Lista general de especies
- Meloe ajax
- Meloe americanus
- Meloe angulatus
- Meloe angusticollis
- Meloe apenninicus
- Meloe asperatus
- Meloe atrocyaneus
- Meloe auriculatus
- Meloe autumnalis
- Meloe babatagicus
- Meloe barbarus
- Meloe bitoricollis
- Meloe brevicollis
- Meloe caffer
- Meloe californicus
- Meloe carbonaceus
- Meloe coarctatus
- Meloe dianella
- Meloe dugesi
- Meloe exiguus
- Meloe franciscanus
- Meloe gracillicornis
- Meloe griseopuberulus
- Meloe hottentotus
- Meloe impressa
- Meloe kabuliensis
- Meloe kirbyi
- Meloe laevis
- Meloe lopatini
- Meloe luctuosus
- Meloe meridianus
- Meloe moerens
- Meloe montanus
- Meloe monticola
- Meloe nebulosus
- Meloe occultus
- Meloe opacus
- Meloe paropacus
- Meloe perplexus
- Meloe proscarabaeus
- Meloe rhodesianus
- Meloe strigulosus
- Meloe tadzhikistanicus
- Meloe tinctus
- Meloe trapeziderus
- Meloe tropicus
- Meloe vandykei Pinto and Selander, 1970
- Meloe variegatus Donovan, 1793
- Meloe violaceus Marsham, 1802